# رآکتور نوترون سریع

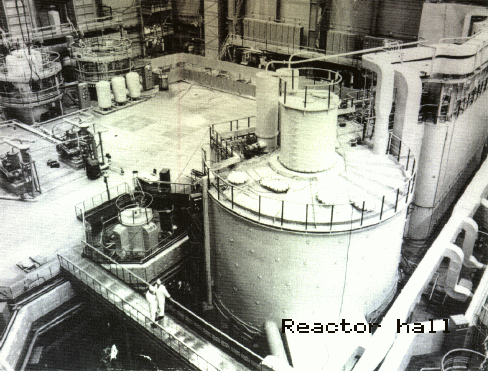
نمونه‌ای از یک رآکتور نوترون سریع در سواحل دریای خزر،آکتائو، قزاقستان

رآکتور نوترون سریع (به انگلیسی: Fast-neutron reactor) یا به‌طور کوتاه رآکتور سریع (به انگلیسی: fast reactor) گونه‌ای از راکتورهای هسته‌ای هستند که در آن از نوترون سریع برای انجام واکنش شکافت هسته‌ای استفاده می‌شود. این نوع از رآکتورها نیاز به آرام کننده نوترون نداشته و در عوض نیاز به سوخت با غنای بالاتری برای تولید حرارت دارد.